# Obidosus mendopticus
Obidosus mendopticus is een hooiwagen uit de familie Stygnidae. De originele naamcombinatie (protoniem) was Misetropius mendopticus Soares, 1978. Een volgende naamrecombinatie werd gepubliceerd als Protimesius mendopticus (Soares, 1978), maar vervolgens gewijzigd. [Het was een spelfout als "mendopictus"]